# 紅塵 (電視劇)
《紅塵》（英語：Stardust Dream），是香港亞洲電視製作的大型時裝電視劇，於1987年2月2日首播，共30集。
本劇由魏秋樺、劉志榮、朱江、朱慧珊等領銜主演，故事内容講述滚滚紅塵中芸芸衆生因愛情、友情、親情的衝擊，產生的種種矛盾和困擾。
《紅塵》是當時亞視的重本製作。演員朱江認為《紅塵》30集太長，造成劇情拖沓。監製譚新源滿意《紅塵》收視。

## 劇情介紹
美麗溫柔的蓝明麗（魏秋樺飾）剛从英國留學回港，卻意外地撞上了呂志滔（劉志榮飾）和梅淑韻（朱慧珊飾）的花車，由此結下不解之緣……
志滔好友李祖華（煒烈飾）為明麗一見傾心，展開熱烈追求，但明麗卻不爲所動，反為中年富商張志揚（朱江飾）的魅力與才華所吸引。由此牵扯出剪不断、理还乱的三角關係……

## 演員列表
| 演員     | 角色          |
| 魏秋樺   | 藍明麗        |
| 劉志榮   | 呂志滔        |
| 朱江     | 張志揚        |
| 朱慧珊   | 梅淑韻（Ada） |
| 煒烈     | 李祖華        |
| 胡楓     | 藍剛          |
| 梁舜燕   | 林彩萍        |
| 張錚     | 張通          |
| 馬麗莉   | 鄭綺貞        |
| 葉子楣   | 梅淑玲        |
| 連偉健   | 劉建國        |
| 轅依玲   | 黃露絲        |
| 丁櫻     | 石艷芳        |
| 敖龍     | 梅源          |
| 伍永森   | 鄭鎮東        |
| 陳麗雲   | 裘美好        |
| 蔡金枝   | 許美娴        |
| 劉桂芳   | 劉君婷        |
| 朱德惠   | 鄭永成        |
| 司馬華龍 | 余好學        |
| 韓彥榮   | 張家倫        |
| 馬熙澄   | 馬仔          |

## 主題曲
本劇同名主題曲《紅塵》為姜蓓麗主唱，由向雪懷填詞，關聖佑作曲，並由香港娛樂唱片有限公司錄製。